# Dagsrevyen
Dagsrevyen är ett norskt nyhetsprogram som sänds på NRK1 varje dag 19.00. Sändningarna inleddes 1958 och har haft samma namn hela tiden. Programmet har uppemot 1 miljon tittare varje dag vilket gör det till Norges mest sedda nyhetsprogram.